# Balthasar Beemelmanns
Johann Balthasar Beemelmanns (* 27. Dezember 1810 in Prummern; † 5. November 1861 ebenda) war ein deutscher Bürgermeister und Abgeordneter.

## Leben
Beemelmanns war der Sohn des Steuerempfängers Johann Beemelmanns (* 1761 in Prummern; † 11. Oktober 1842 ebenda) und dessen Ehefrau Maria Gertrudis geborene Helden (* 1775, in Prummern; † 8. Januar 1835 ebenda). Er war katholisch und heiratete Katharina Vandenhoff (* 1802 in Geilenkirchen; † 12. Februar 1849 in Prummern). Nach dem Tod seiner ersten Ehefrau heiratete er am 3. Februar 1851 in zweiter Ehe Elisabeth Franziska Hubertine Lisette Kockerols (* 7. April 1823 in Würm; † 23. Februar 1874 in Würm). Friedrich Kockerols war ein Schwager.
Beemelmanns erhielt Unterricht beim Pastor und wurde Kreiskopist auf dem Landratsamt Geilenkirchen. Von 1833 bis 1859 war er Bürgermeister in Immendorf-Puffendorf und von 1853 bis 1859 ebenso in Würm.
1845 wurde er für den Stand der Landgemeinden im Regierungsbezirk Aachen in den Provinziallandtag der Rheinprovinz gewählt. 1847 war er Mitglied im Ersten, 1848 im Zweiten Vereinigten Landtag. 1851 bis 1858 war erneut Abgeordneter im Provinziallandtag. 1860 wurde er gewählt, aber nicht einberufen, da eine gerichtliche Untersuchung gegen ihn lief. Von 1859 bis 1860 gehörte er dem Preußischen Abgeordnetenhaus an.